# Haveskörarna
Haveskörarna är öar i Finland. De ligger i Finska viken och i kommunen Ingå i landskapet Nyland, i den södra delen av landet. Öarna ligger omkring 65 kilometer väster om Helsingfors.
Arean för den av öarna koordinaterna pekar på är 2,5 hektar och dess största längd är 290 meter i sydöst-nordvästlig riktning.